# Dolnji Zemon
Dolnji Zemon – wieś w Słowenii, w gminie Ilirska Bistrica. W 2018 roku liczyła 510 mieszkańców.